# Gottfried Droste zu Vischering
Gottfried Droste zu Vischering (* 1579; † 3. Dezember 1652 in Münster) war Domkantor und Dombursar in Münster.

## Leben

### Herkunft und Familie
Als Sohn der Eheleute Heidenreich Droste zu Vischering und Cornelia von Ketteler zu Hovestadt entstammte Gottfried Droste zu Vischering einer der ältesten und bedeutendsten westfälischen Adelsfamilie im Hochstift Münster, aus der mehrere katholische Amts- und Würdenträger sowie die Erbdrosten hervorgingen. Gottfrieds Bruder Adolf Heinrich war Dompropst, der Bruder Heidenreich (* 1580, † 1643) Amtsdroste in Horstmar und Ahaus.

### Werdegang
Gottfried Droste zu Vischering kam am 3. Juni 1597 in den Besitz der Präbende des Heinrich von Raesfeld, die ihm vom Turnar unter Aufschwörung der Geschlechter Droste, Hober, Ketteler und Wylich verliehen wurden. Nach einem fünfjährigen Studium bei den Jesuiten in Münster und Würzburg ging er am 1. Mai 1599 zum Collegium Germanicum nach Rom und studierte hier bis 1607. Am 16. August 1616 wurde er zum Subdiakon geweiht und kurz darauf vom Domkapitel zum Dombursar (verantwortlich für die Finanzen) vorgeschlagen und am 10. November 1616 gewählt. Im Januar 1619 nahm er die Option auf das Archidiakonat Stadtlohn nach dem Ausscheiden Dietrich von Plettenbergs an. Er wurde am 3. August 1622 Domkantor und erhielt das Archidiakonat Albersloh. Am 13. Februar 1629 wurde er zur Pfennigkammer abgeordnet und in den folgenden Jahren war Gottfried als Domsenior und Dombursar tätig.